# Abbazia di Santa Maria della Grotta
Santa Maria della Grotta, conosciuta anche come Santa Maria in Gruptis, è stata un'abbazia sulle montagne del Camposauro, in provincia di Benevento. Fondata nel X secolo e sconsacrata nel 1705 dopo anni di importanza a livello locale quale feudo monastico, ne rimane parte della struttura, il fondo di pergamene e un'icona bizantina.

## Nome

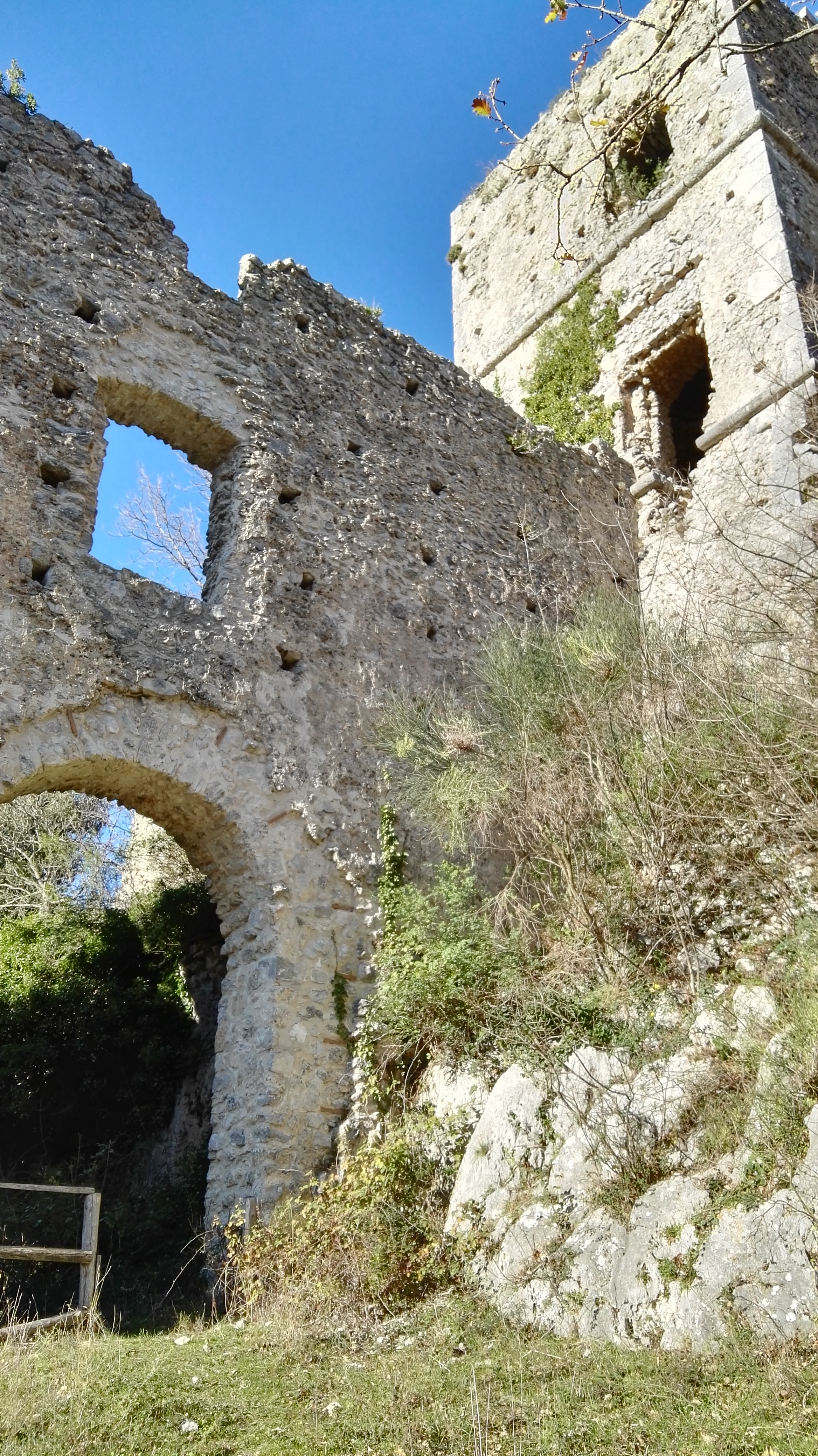
La torre e il portale d'ingresso

Venne dedicata alla Madonna, di cui era stata trovata una icona bizantina all'interno di una grotta. Il nome poi fa riferimento alle grotte carsiche nella zona, che venivano usate anche per raccogliere e distribuire acqua all'abbazia. Il più antico nome pervenuto è quello di Santa Maria di Monte Drago, relativo alla montagna su cui si trova. Questo, insieme al nome Santa Maria in Gruptis, veniva utilizzato con modi di scrittura discordanti, come "Santa Maria di Monte Drocho", "Santa Maria in Cripta", "Santa Maria de Crypta, "Santa Maria de la Grocta". In una deliberazione fiscale del 1545 veniva concesso all'abate dell'epoca, Blasio Sellaroli, di portare dei capi al pascolo alla dogana di Puglia e nell'occasione l'abbazia veniva chiamata Santa Maria de lo Vallo de Vitulano.

## Posizione

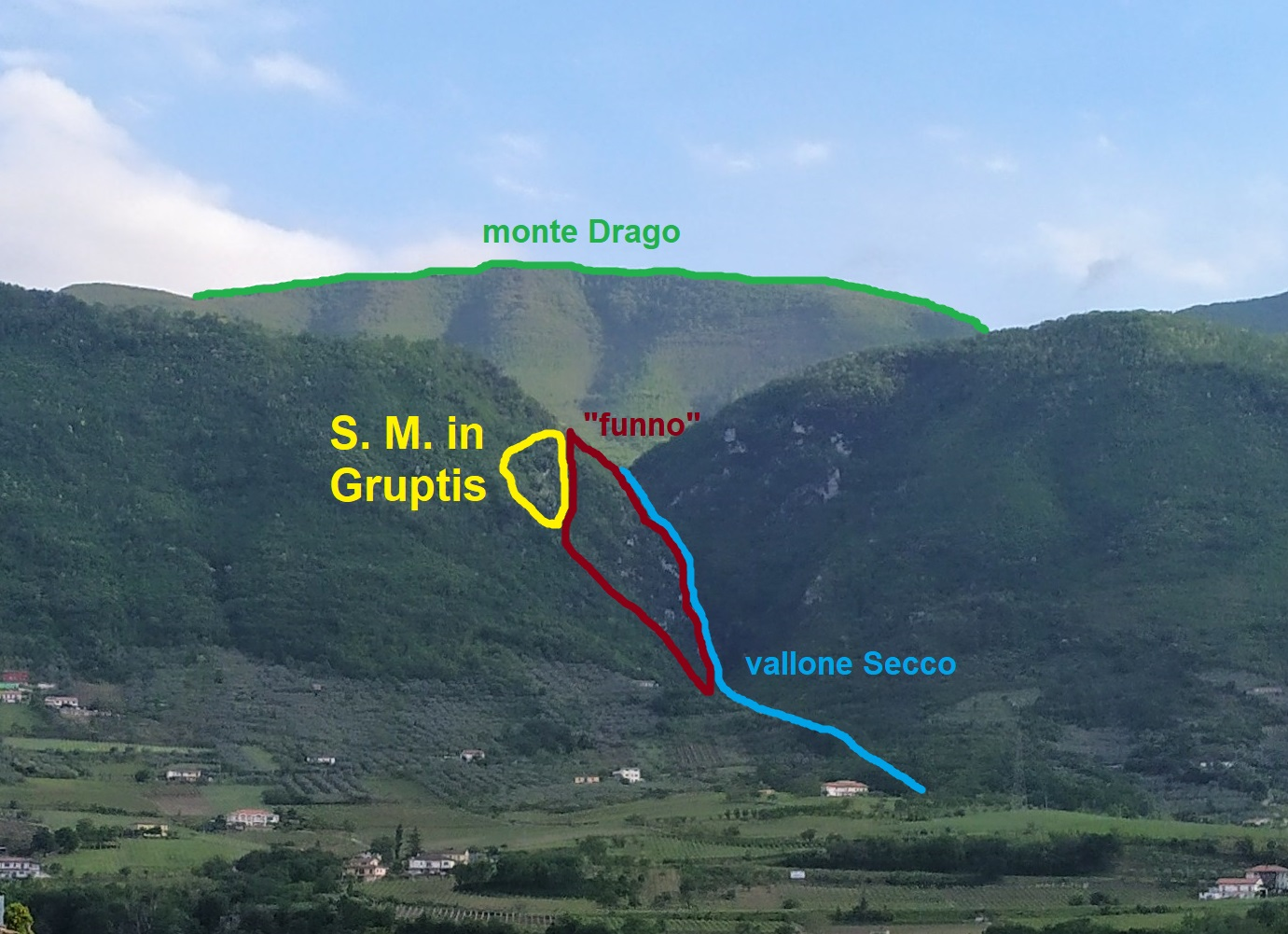
Posizione (in giallo) nel contesto naturale

L'ex abbazia si trova in una distesa detta "Chiaria", ad un'altitudine di 607 m s.l.m., a ridosso del monte Drago, una delle cime che compongono il massiccio del Camposauro, a lato di un burrone conosciuto come "Funno", nella gola carsica del vallone Secco, in corrispondenza di due mulattiere che collegavano le valli Vitulanese e Telesina, in una posizione ripida e strategica che consente una vista sulla valle. Da un punto di vista geo-naturalistico, l'ex monastero si trova all'interno della zona A (di riserva integrale) del parco regionale del Taburno - Camposauro, a ridosso del già citato vallone Secco, il quale va a costituire insieme alla sua gola un geosito del parco con valenza di livello regionale primariamente geomorfologica e secondariamente paesistica da un punto di vista scientifico, poi anche didattica ed escursionistica, e per il quale l'area di santa Maria della Grotta costituisce un punto d'osservazione privilegiato. Può essere raggiunta solo a piedi, tramite sentieri che seguono i percorsi delle antiche mulattiere. Benché negli anni 2020 sia considerata nel territorio del comune di Vitulano, fino al 1936, e ancora in mappe della seconda guerra mondiale, era riportata in cartografia come parte di Foglianise, al quale ad oggi comunque appartiene.

## Storia

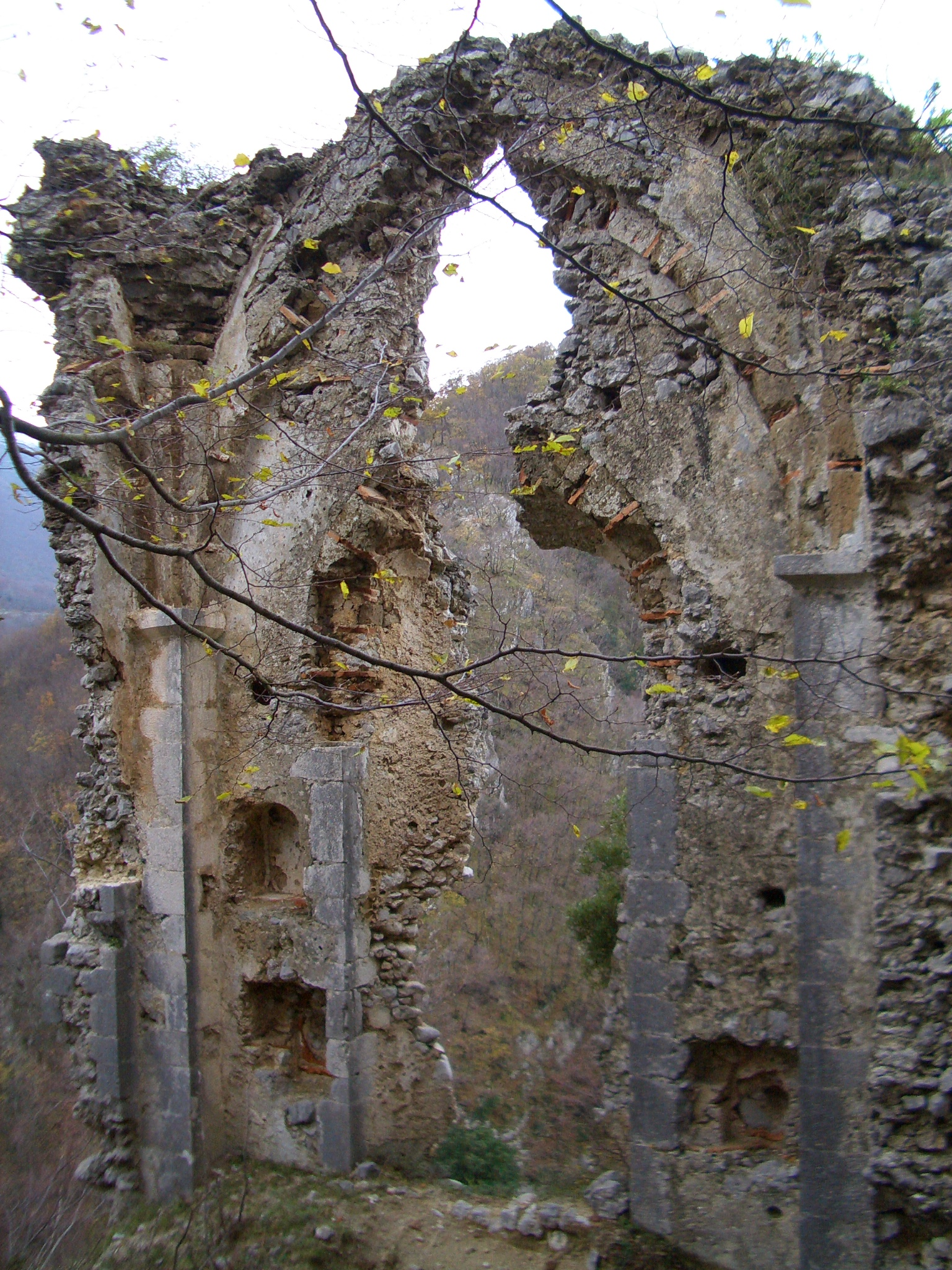
I resti dell'abside

L'abbazia fu fondata tra il 940 e il 944 da uno dei principi longobardi di Benevento, Atenolfo II o Atenolfo III. I primi documenti scritti relativi all'abbazia risalgono al 1164. È stata abitata in successione da diversi ordini monastici: inizialmente dai benedettini, per il cui uso era intesa inizialmente, poi dai celestini e dagli umiliati. L'abbazia era in possesso di diversi feudi. Nel 1303 gli Angioini provarono ad aggregare l'abbazia a quella di santa Maria a Mazzocca (anche detta del Gualdo) a Foiano di Val Fortore, ma una rivolta popolare degli abitanti di zona fermò il tentativo, con la lite che terminò solo nel 1326.
Nel 1660 l'abbazia fu data ai monaci camaldolesi, ma venne abbandonata poco dopo in seguito al terremoto del 1688. Nel 1705 venne sconsacrata dal cardinale Vincenzo Maria Orsini (allora arcivescovo di Benevento, futuro papa Benedetto XIII) a causa dello stato di abbandono e dei continui attacchi da parte di briganti, che in seguito la usarono come rifugio grazie alla sua posizione strategica.

## Eredità

### Rovine
Larga parte delle rovine dell'abbazia rimane intatta nel XXI secolo. Si possono osservare la torre, il portale d'ingresso e parte del muro di cinta, costruito in un momento successivo, oltre alle abitazioni di monaci e priore, datate al XVI secolo. Della chiesa antica, a cui si accedeva dal cortile interno, rimane solo l'abside.

### Pergamene
Agli inizi del diciannovesimo secolo degli antiquari acquistarono il fondo delle pergamente dell'abbazia, nel 1882 regalate dai loro eredi alla Società Napoletana di Storia Patria, nella cui biblioteca vengono conservate e sono oggetto di studi e ricerche, di carattere accademico solo dagli anni 1960, con una parziale edizione dei pergamene dei secoli XII-XIV, dopo un interesse episodico e isolato degli studiosi a causa di vari smembramenti e riordinamenti del fondo. Un'edizione del 2013 di 92 pergamente di XI e XII secolo ne ha ulteriormente approfondito alcune caratteristiche: argomento principale dei documenti sono compravendite o riconoscimenti di diritti, principalmente tra privati, e concessioni o donazioni all'abbazia propter animam e per la remissione dei peccati, ciò in una forma documentale che (in linea con quanto avveniva al tempo nel principato Ulteriore) vedeva un uso indifferenziato di breve, scriptum e cartula. Dall'analisi è emersa inoltre come area d'influenza (e di proprietà) principale dell'abbazia quella circostante del castrum Tocci, di Vitulano e Limata, con collegamenti e influenze più lontani nei territori di Benevento, Capua, Telese, Pietramontecorvino, Sant'Agata de' Goti, Arienzo, Fragneto l'Abate, Guardia Sanframondi, Castelvetere e Morcone. Un'analisi paleografica ha mostrato un ibridismo grafico negli atti rogati tra Tocco, Vitulano e Limata, nei quali al posto della tradizionale scrittura beneventana si usa una tarda scrittura carolina con degli influssi gotici.